# Une personnalité lumineuse
Une personnalité lumineuse est une nouvelle d’Anton Tchekhov, parue 1886.
La nouvelle est une satire du métier d'écrivain. Tchekhov était lui-même payé à la ligne pour les nouvelles qu'il publiait.

## Historique
Une personnalité lumineuse est initialement publié dans la revue russe Le Grillon, numéro 37, du 25 septembre 1886, sous le pseudonyme A.Tchekhonte.
Aussi traduit en français sous le titre Une figure claire.

## Résumé
Récit à la première personne d’un homme qui croit avoir rencontré la femme idéale. Le narrateur est tout d’abord surpris par cette voisine qui attend chaque matin les journaux avec impatience. Quand elle les lit, son visage trahit ses sentiments : bonheur, tristesse, colère. Notre homme est content de trouver chez une femme le goût de la lecture des journaux, de la politique. Il s’imagine avoir affaire à une intellectuelle.
Sa vénération se transforme en amour. Il fait son enquête et apprend qu’elle est mariée. Qu’importe, il force sa porte et lui demande ce qu’elle a lu aujourd’hui dans le journal ? Elle lui apprend que son mari est écrivain, qu’il est payé à la ligne et que le total de ce jour ne fait que trois rouble.

## Édition française
- Une figure claire, traduit par Edouard Parayre, Les Editeurs Français Réunis, 1958.